# Виноградова, Елена Владиславовна
Еле́на Владисла́вовна Виногра́дова (род. 28 марта 1964), в замужестве Петуши́нская — советская и российская легкоатлетка, специалистка по бегу на короткие дистанции. Выступала за сборные СССР и России по лёгкой атлетике в 1983—1997 годах, обладательница серебряных медалей чемпионатов мира и Европы, чемпионка Игр доброй воли в Сиэтле, многократная победительница и призёрка первенств всесоюзного значения. Представляла Новосибирск и Московскую область. Мастер спорта СССР международного класса.

## Биография
Елена Виноградова родилась 28 марта 1964 года. Происходит из семьи с богатыми спортивными традициями: отец Владислав Павлович Виноградов — известный советский спринтер, двукратный чемпион СССР; мать Светлана Васильевна Виноградова — так же титулованная легкоатлетка, чемпионка РСФСР в пятиборье.
Выступала за Новосибирск и позднее за Московскую область.
Впервые заявила о себе на взрослом всесоюзном уровне в сезоне 1983 года, когда на чемпионате страны в рамках VIII летней Спартакиады народов СССР в Москве выиграла бронзовую медаль в беге на 200 метров. Попав в основной состав советской сборной, выступила на впервые проводившемся чемпионате мира по лёгкой атлетике в Хельсинки — дошла до четвертьфинала в дисциплине 200 метров и заняла шестое место в эстафете 4 × 100 метров. Также приняла участие в Кубке мира в Лондоне, где в программе эстафеты стала третьей.
В 1984 году на чемпионате СССР в Донецке одержала победу в беге на 200 метров и в эстафете 4 × 100 метров.
Будучи студенткой, в 1985 году представляла Советский Союз на Универсиаде в Кобе — стала седьмой на 100-метровой дистанции и второй в эстафете 4 × 100 метров.
В 1986 году в эстафете 4 × 100 метров выиграла бронзовую медаль на IX летней Спартакиаде народов СССР в Ташкенте.
На Универсиаде 1987 года в Загребе заняла пятое место в индивидуальном беге на 100 метров, получила серебро в эстафетах 4 × 100 и 4 × 400 метров.
В 1989 году выиграла эстафету 4 × 400 метров на чемпионате СССР в Горьком. На Универсиаде в Дуйсбурге была седьмой в беге на 400 метров и взяла бронзу в эстафете 4 × 400 метров.
В 1990 году в эстафете 4 × 400 метров победила на Играх доброй воли в Сиэтле и стала серебряной призёркой на чемпионате Европы в Сплите.
В 1991 году была лучшей на дистанции 200 метров на чемпионате страны в рамках X летней Спартакиады народов СССР в Киеве. На последовавшем чемпионате мира в Токио финишировала восьмой в финале 200 метров, тогда как в эстафете 4 × 100 метров вместе с соотечественницами Натальей Ковтун, Галиной Мальчугиной и Ириной Приваловой завоевала серебряную награду, уступив в финале только команде Ямайки.
За выдающиеся спортивные достижения удостоена почётного звания «Мастер спорта СССР международного класса».
После распада Советского Союза Виноградова ещё в течение некоторого времени оставалась действующей спортсменкой и продолжала принимать участие в различных легкоатлетических стартах. Так, в 1996 году она уже под фамилией Петушинская выступила на зимнем чемпионате России в Москве, где в беге на 200 метров выиграла бронзовую медаль.
Завершила спортивную карьеру по окончании сезона 1997 года.